# Hernán Fredes
Hernán Daniel Fredes (Avellaneda, 27 marzo 1987) è un ex calciatore argentino, di ruolo centrocampista.

## Carriera

### Club
Fredes fa tutta la trafila delle giovanili dell'Independiente, squadra della sua città natale, Avellaneda. Nel 2005 viene aggregato alla prima squadra e il 28 febbraio esordisce in una gara finita a reti bianche con il Quilmes.
Il 7 luglio 2009 passa al Metalist con la formula del prestito con diritto di riscatto a favore degli ucraini per circa 8 milioni di dollari.

### Nazionale
Nel 2007 gioca 3 partite con la nazionale argentina Under-20.

## Palmarès

### Club

#### Competizioni internazionali
- Coppa Sudamericana: 1

Independiente: 2010